# Fayence

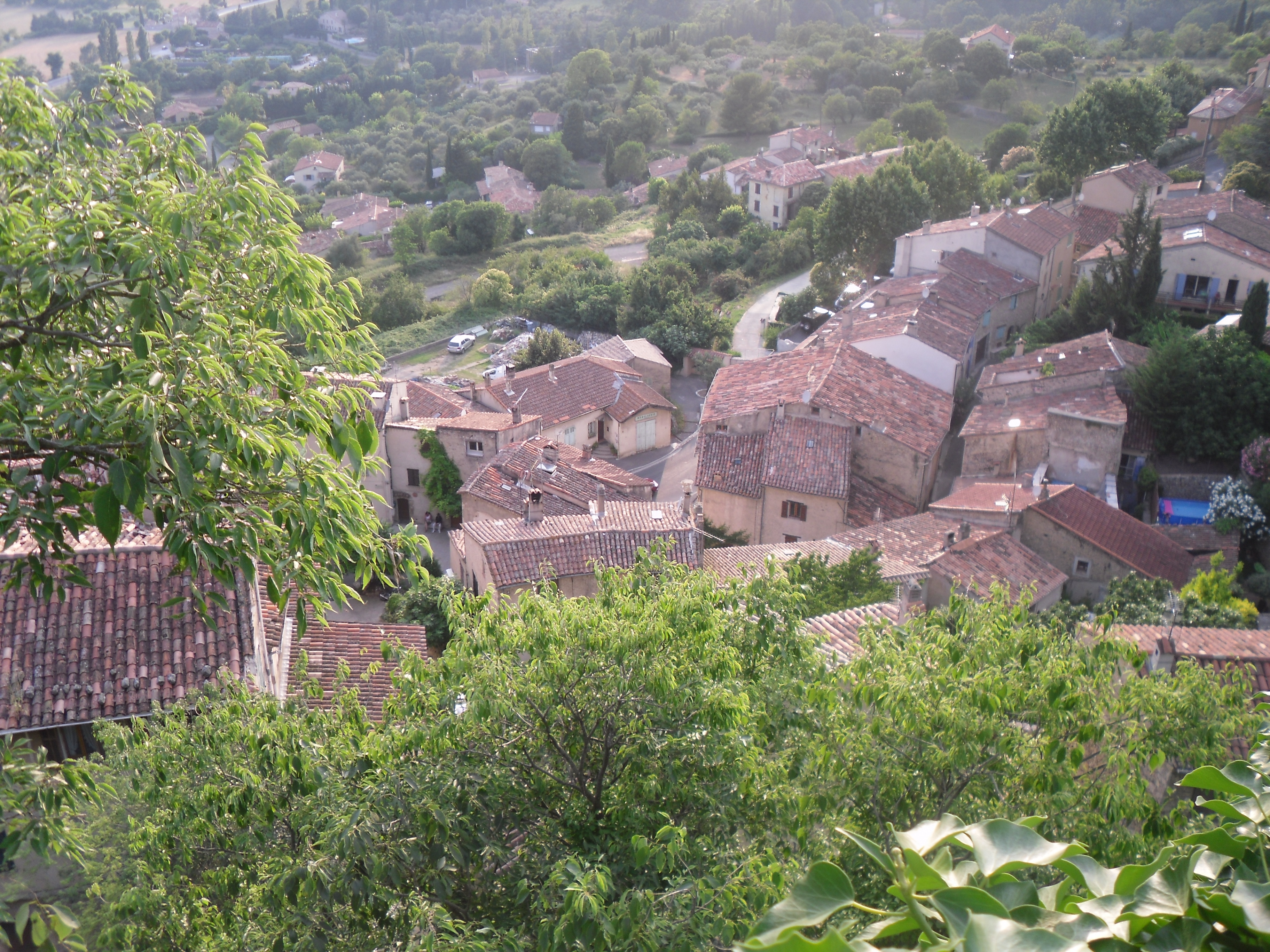
Fayence van boven

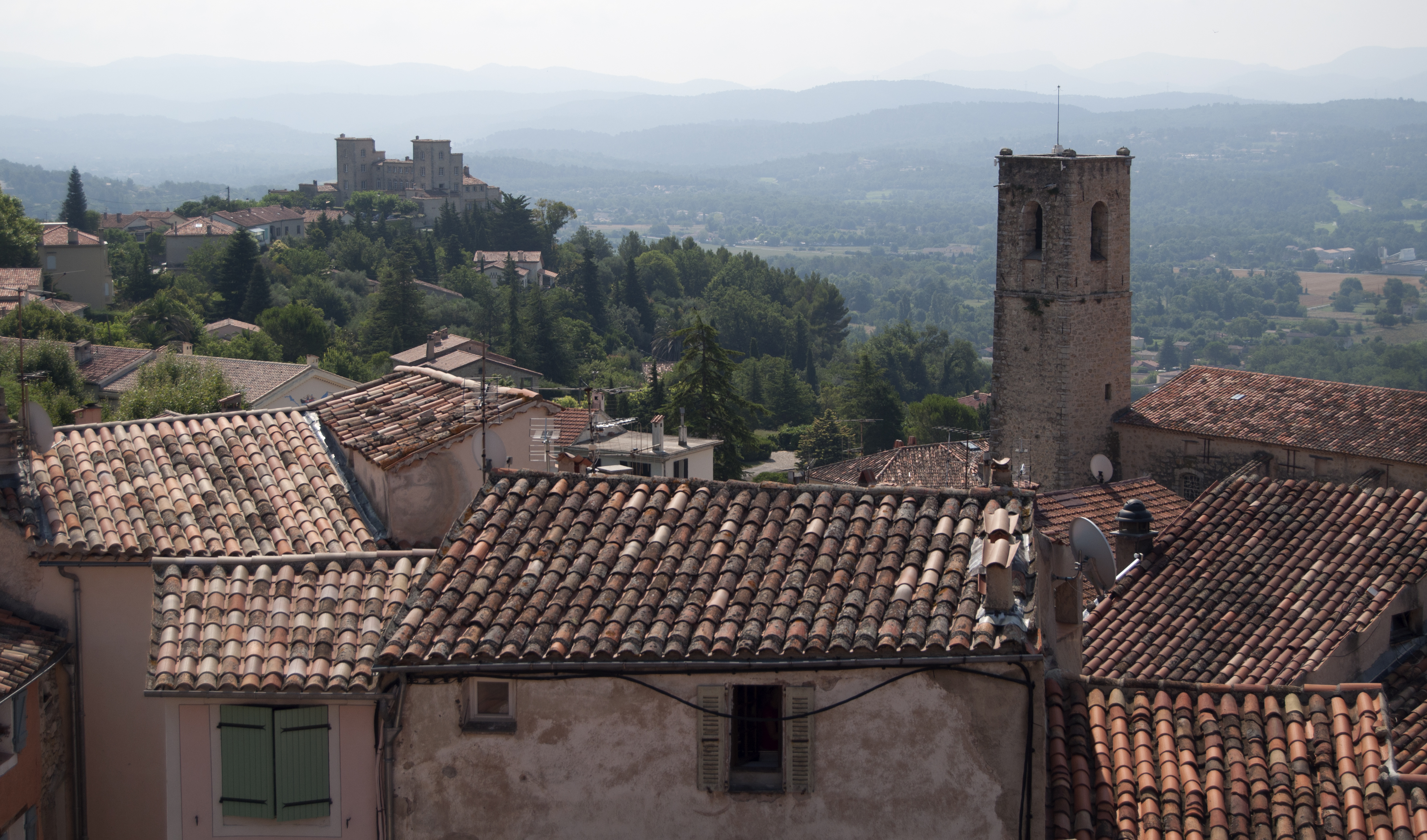
Uitzicht op Fayence

Fayence is een authentiek Provençaals dorp in het zuiden van Frankrijk. Het ligt in het departement Var, in het gelijknamige kanton Fayence. De plaats ligt tussen Seillans en Tourrettes in.
Fayence bevindt zich op 350 meter hoogte en telt circa 4300 inwoners. Het dorp is behoorlijk toeristisch en beschikt over 25 restaurants, en een vliegveldje (anno 1935). Het Office du Tourisme ontvangt jaarlijks 21 duizend bezoekers.

## Geschiedenis
Fayence is gesticht door de Romeinen die de plaats Favienta Loca noemden ("aangename plaats"). Het gebied werd vanaf het jaar 250 gekerstend. Later werd Fayence een vakantieoord voor de bisschoppen van Fréjus. De rechten van de bisschop werden in 1782 afgekocht. Sindsdien was Fayence een vrije plaats die alleen de koning van Frankrijk boven zich moest dulden. De bevolking van Fayence nam vervolgens actief en op bloedige wijze aan de Franse Revolutie deel. In het dorp zijn de bisschoppelijke verblijven nog te zien, alsmede andere sporen uit het verleden, tot en met de voor-christelijke periode.

## Demografie
Onderstaande figuur toont het verloop van het inwonertal (bron: INSEE-tellingen).

## Collège
In Fayence is een collège gevestigd voor leerlingen van 12 t/m 15 jaar. Het Collège Marie-Mauron werd echter te klein voor het groeiend aantal leerlingen en in 2005 is het dependance Leonard DaVinci in Montauroux in gebruik genomen.
1. ↑  Populations de référence 2022.